# Pemphigus similis
Pemphigus similis är en insektsart som beskrevs av Carl Julius Bernhard Börner 1950. Pemphigus similis ingår i släktet Pemphigus och familjen långrörsbladlöss. Inga underarter finns listade i Catalogue of Life.